# Flitsmeister
Flitsmeister is een Nederlandse mobiele app die de gebruiker waarschuwt voor flitspalen en andere wegobstakels en daarnaast navigatie aanbiedt. Flitsmeister heeft zijn kantoor in het Nederlandse Veenendaal en is een product van het Belgische bedrijf Be-Mobile. De app had in mei 2020 1,7 miljoen actieve gebruikers, waarbij het bedrijf een gebruiker als actief definieert als deze de app gemiddeld minstens twintig keer per maand opent.
Flitsmeister is een online navigatiesysteem dat gebruikers tijdens de rit waarschuwt voor incidenten (pechgevallen, ongevallen, voorwerpen etc) en snelheidscontroles. Deze meldingen zijn afkomstig van gebruikers die dit tijdens de rit kunnen melden. De route wordt berekend op basis van de actuele verkeersinformatie. Deze is afkomstig via floating car data (FCD) van Be-Mobile. Hiervoor worden gebruikers van de applicatie gedurende hun rit gevolgd en hun gemiddelde reistijden berekend. Nadeel hiervan is, is dat de betrouwbaarheid van de file-informatie afneemt naarmate er minder gebruikers op een bepaald wegvak rijden. Deze werkwijze wordt ook gehanteerd door Waze en HERE WeGo.
De applicatie maakt ook melding als er een ambulance in de buurt rijdt van de gebruiker, geeft (gevaarlijke) spoorwegovergangen weer en kan melden wat er op matrixborden staat. Daarnaast biedt de applicatie de mogelijkheid om voor parkeren te betalen. Een deel van deze data, zoals matrixborden, is afkomstig van het Nationaal Dataportaal Wegverkeer.
De wegenkaart die gebruikt wordt tijdens het navigeren is afkomstig van OpenStreetMap. Anders dan bijvoorbeeld Waze en Here WeGo heeft Flitsmeister geen community die de wegenkaarten actualiseert.

## Geschiedenis
De eerste versie van Flitsmeister werd uitgebracht in februari 2010 en was ontwikkeld door Sjoerd Perfors en Rick Waalders. De app was alleen beschikbaar in de App Store van Apple en kostte een paar euro. Bijna twee jaar later kwam een gratis versie voor Android uit.
In begin 2012, toen de app ruim 100.000 gebruikers had, werd ook de versie voor iOS gratis gemaakt. Kort daarna werd Jorn de Vries aangenomen als operationeel directeur. Flitsmeister kreeg een nieuw verdienmodel op basis van locatiegebaseerde advertenties, het verkopen van een betaalde versie zonder reclame (sinds 2014) en het doorverkopen van gps-data. Ook begon het bedrijf samenwerkingen met radiostations, die de locaties van flitsers en files gebruiken in hun uitzendingen in ruil voor het noemen van Flitsmeister. De eerste zender die dit deed was BNR Nieuwsradio, maar later volgden ook Radio 538, Qmusic, Radio 10 en SLAM!.

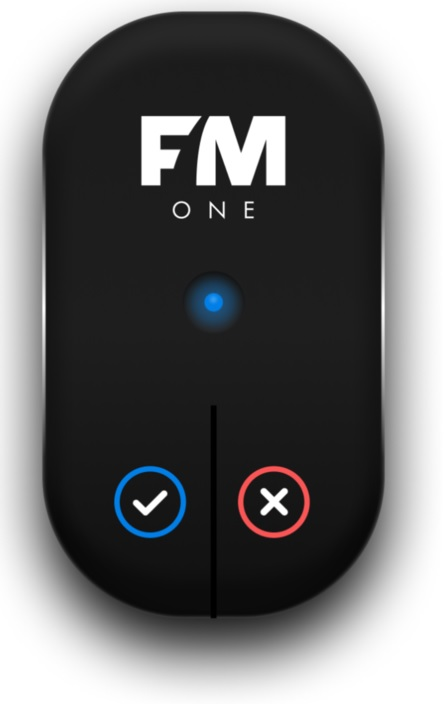

In 2016 bereikte Flitsmeister één miljoen gebruikers die de app minimaal eens per maand openden. Tegelijkertijd werd het uiterlijk van de app vernieuwd. Eind 2019 bracht het bedrijf een zwart apparaatje voor in de auto genaamd "Flitsmeister One" uit dat bij het wegrijden via Bluetooth automatisch de app start. Ook is er een ingebouwde luidspreker en led voor meldingen en twee knopjes om feedback over de meldingen te geven. Naast de FM One is er ook de FM Two. Deze heeft, net zoals de One, drukknoppen en een luidspreker, maar bevat daarnaast ook een schermpje waarop informatie wordt getoont. Denk hierbij aan een icoontje voor werkzaamheden, flitsers en maximumsnelheid. Ook een melding voor hulpdiensten (ambulances en pijlwagens) behoort tot de mogelijkheden. Bij de aanschaf van een FM Two zit een twee jaarabonnement op Flitsmeister Pro. In mei 2020 lanceerde Flitsmeister een bezorgingsplatform met de naam "PickUp". Gebruikers kunnen een sms krijgen als een winkel in de buurt een pakketje wil laten bezorgen.

## Dataverzameling
Flitsmeister verzamelt data van zijn gebruikers. Zo worden gebruikers van Flitsmeister tijdens hun rit gevolgd, waarbij hun reistijden verwerkt worden in de FCD-database. Deze informatie wordt verkocht aan media en de overheid. De media gebruiken de informatie voor hun verkeersinformatie. De overheid (wegbeheerders) kan met de data rijsnelheden en reistijden opvragen. Dit is mogelijk op iedere weg in Nederland.
Wanneer een gebruiker een melding maakt van een ongeval, stilstaand voertuig, dier op de weg of voorwerp op de weg, dan wordt de melding, anders dan bij concurrent Waze, niet naar een Nederlandse of Belgische verkeerscentrale gestuurd.
Flitsmeister werkt samen met Stichting Incident Management Nederland bij het detecteren van ongevallen. Wanneer een gemaakte melding van een ongeval in applicaties drie keer wordt bevestigd, wordt er automatisch een berger naar de locatie gestuurd. Dit systeem wordt elektronische detectie van ongevallen (EDO) genoemd. Nadeel van dit systeem is dat de melding niet geverifieerd wordt door de wegbeheerder, waardoor de kans op een loze bergingsaanvraag aanwezig is. De kosten hiervoor zijn voor de wegbeheerder.
Indien gewenst, kan de applicatie aan weggebruikers advies geven over hun rijstijl. Ook wordt de data van de app-gebruikers soms gebruikt voor verkeersonderzoek naar gedrag in het verkeer.
De app laat, voor zover de verkeersregelinstallatie digitaal is, ook de kleur van de verkeerslichten zien. Indien bekend, kan ook de afteltijd van het betreffende licht zichtbaar zijn. Hierdoor kan een weggebruiker beter anticiperen op het verkeerslicht.

## Kritiek
Applicaties zoals Flitsmeister krijgen vanuit diverse verkeersgerelateerde organisaties en politieke partijen kritiek. Ze vinden dat snelheidscontroles niet getoond zouden mogen worden of dat de gehele applicatie verboden moet worden. Ook zou de applicatie door alle functies telefoongebruik tijdens het rijden bevorderen en afleidend zijn. Verder is er kritiek op het feit dat de Nederlandse overheid samenwerkt met Flitsmeister, het bedrijf financiert en de enige applicatie is waar intelligente verkeerslichten op reageren. Tevens geven politici en politie aan dat door Flitsmeister handhaving van de snelheidslimiet in Nederland bemoeilijkt wordt.
In Duitsland is het gebruik van dergelijke applicaties tijdens het besturen van een motorvoertuig verboden. In Frankrijk, Spanje, Slowakije en Zwitserland is de functie die aangeeft waar snelheidscontroles zijn verboden. In Cyprus, Turkije en Noord-Macedonië is er een verbod op het gebruik van de gehele applicatie.